# Koellikeria
Koellikeria es un género monotípico de plantas herbáceas  perteneciente a la familia Gesneriaceae. Su única especie: Koellikeria erinoides (DC.) Mansf.  es originaria de América.

## Descripción
Son hierbas de hábitos terrestres con rizomas escamosos, tallos erectos o decumbentes, no ramificados y pilosos. Las hojas en rosetas u opuestas, láminas ovadas, elípticas a obovadas, el ápice agudo, márgenes crenados, en la haz verde obscuras a purpúreas con manchas blancas o plateadas y esparcidas, en el envés verdes a purpúreas, membranáceas, pecioladas. Las inflorescencias son terminales o en las axilas de las hojas superiores, de muchas flores alternas en racimos erectos, hasta 20 cm de largo; lobos del cáliz 5, lineares a lanceolados; corola tubular, casi erecta con respecto al cáliz, no espolonada, la mitad inferior blanca y la superior rojiza, tubo de 5 mm de largo, limbo bilabiado, los lobos inferiores mucho más largos que los superiores. El fruto es una cápsula elipsoide y seca.

## Distribución y hábitat
Se encuentra desde Nicaragua a Argentina. 

## Sinonimia
- Achimenes argyrostigma Hook.
- Achimenes erinoides DC.
- Diastema erinoides (DC.) Benth. ex Walp.
- Koellikeria argyrostigma (Hook.) Regel
- Koellikeria argyrostigma var. ovalifolia Oerst.
- Koellikeria major Fritsch
- Trevirania erinoides (DC.) D.Dietr.[1]